# Ле Дэн, Оливье
Оливье́ ле Дэн (фр. Olivier Le Dain; Le Daim; настоящее имя Оливье де Некке́р, de Neckere; около 1428 — 21 мая 1484) — советник и любимец французского короля Людовика XI. 
Известен также под прозвищами Оливье Негодяй (Olivier le Mauvais) и Оливье-Дьявол (Olivier le Diable).

## Биография
Происхождение точно не установлено, по одним данным, родился в крестьянской семье в деревушке близ г. Куртре в Западной Фландрии, согласно другим, был сыном Жана де Неккера, цирюльника из Тилта. Его настоящим именем было Оливье де Неккер; неккерами (necker) же фламандцы называли злых духов, поэтому во Франции он впоследствии получил прозвание «Дьявол». Впервые он фигурирует под этим эпитетом в документах 1461 года, но в 1472 году Людовик XI запретил использовать в отношении него подобное прозвище.
Знакомство Оливье с королём, а тогда ещё молодым дофином, якобы состоялось ещё в 1457 году, когда тот укрывался в Тилте, будучи вынужден покинуть родину, и жил по соседству с домом Неккеров. Оливье приглянулся ему как талантливый брадобрей, и король будто бы взял его к себе на службу цирюльником и камердинером, и в 1461 году — когда смог вернуться во Францию и занять трон — взял его с собой.
Оливье пользовался большим доверием Людовика, дававшего ему важные поручения. В 1474 году король возвёл его во дворянство, в 1476 году назначил капитаном замка Лош, служившего королевской тюрьмой, и губернатором Сен-Кантена, в 1477 году сделал его графом Мёланским. В том же году войскам под командованием Оливье удалось вернуть под власть короля Турне; к тому времени он стал весьма влиятельной фигурой при дворе и нажил себе множество врагов. Его попытка побудить дочь Карла Смелого, Марию Бургундскую, примкнуть к Людовику XI не удалась, равно как и попытка поднять во Фландрии восстание, чтобы присоединить к Франции эту страну. Тем не менее, он сумел сохранить расположение подозрительного короля.
После смерти Людовика в августе 1483 года Оливье был арестован по приказу нового короля Карла VIII, помещён в тюрьму Консьержери, а в 1484 году повешен на Монфоконе.
Образ Оливье Ле Дэна, человека довольно беспринципного и небезгрешного, был изрядно демонизирован хронистами-современниками, в том числе Тома Базеном, Робером Гагеном, Николем Жилем и, в особенности, автором «Скандальной хроники» Жаном де Руа. Исследования современных историков позволяют утверждать, что указанные авторы зачастую приписывали безродному и непопулярному у французской знати королевскому фавориту преступления самого Людовика и прочих его сановников. Характерно, что такой авторитетный свидетель эпохи, как Филипп де Коммин, не говорит в своих мемуарах об Оливье ни одного дурного слова, отмечая лишь неудачи его в переговорах с Марией Бургундской и т. п.

## В литературе
Ле Дэн является персонажем романов:
- «Квентин Дорвард» (1823) Вальтера Скотта;
- «Собор Парижской Богоматери» (1831) Виктора Гюго;
- «Дьявол» (нем. Der Teufel; 1926) Альфреда Ноймана;
- «Мэтр Корнелиус» (1831) Оноре де Бальзака (второстепенный герой).

## В кино
- «Чудо волков» / «Le miracle des loups» (Франция; 1924) режиссёр Раймон Бернар, в роли Оливье ле Дэна — Халма.
- «Квентин Дорвард» (производство США), 1955) режиссёр Ричард Торп, в роли Оливье ле Дэна — Уилфрид Хайд-Уайт.
- «Квентин Дорвард» (Франция-Германия, 1971) режиссёр Жиль Гранжье, в роли Оливье ле Дэна — Андре Вальми.
- «Приключения Квентина Дорварда, стрелка королевской гвардии» (СССР, 1988) режиссёр Сергей Тарасов, в роли Оливье ле Дэна — Александр Пашутин.